# Anomiopus simplex
Anomiopus simplex är en skalbaggsart som beskrevs av Waterhouse 1891. Anomiopus simplex ingår i släktet Anomiopus och familjen bladhorningar. Inga underarter finns listade i Catalogue of Life.